# Nokia
Nokia je finska tvrtka, jedan od najvećih svjetski proizvođača telekomunikacijske opreme.
Sjedište tvrtke nalazi se u gradu Espoo, susjednom gradu Helsinkija. Tvrtka ima proizvodne pogone, predstavništva i istraživačke centre diljem svijeta. Nokijin je odjel za mobilnu telekomunikaciju (uređaji Nokia Lumia brend) 2013. kupio Microsoft.
Tvrtka proizvodi mobilne telefone, opremu za fiksnu i mobilnu telefoniju, ISDN, širokopojasni pristup, VoIP i bežično umrežavanje (WLAN).

## Vanjske poveznice
- Službene internet stranice
- Lista Mobilnih uređaja Nokia  Arhivirana inačica izvorne stranice od 27. veljače 2010. (Wayback Machine)
- Nokia 6265i review  Arhivirana inačica izvorne stranice od 22. lipnja 2007. (Wayback Machine)